# Or Sasson
Or Sasson (in ebraico אור ששון‎?; Gerusalemme, 18 agosto 1990) è un ex judoka israeliano.

## Palmarès
- Olimpiadi

Rio de Janeiro 2016: bronzo nei +100 kg.
- Europei

Kazan 2016: argento nei +100 kg.
- Giochi europei

Baku 2015: argento nei +100 kg, valevole anche come campionato europeo.

### Vittorie nel circuito IJF
| Data            | Località | Paese      | Categoria |
| --------------- | -------- | ---------- | --------- |
| 27 marzo 2016   | Tbilisi  | Russia     | Gran Prix |
| 8 ottobre 2017  | Tashkent | Uzbekistan | Gran Prix |
| 26 gennaio 2019 | Tel Aviv | Israele    | Gran Prix |
| 14 luglio 2019  | Budapest | Ungheria   | Gran Prix |